# Кольонія-Лобудзиці
Кольонія-Лобудзиці (пол. Kolonia Łobudzice) — село в Польщі, у гміні Зелюв Белхатовського повіту Лодзинського воєводства.
Населення — 258 осіб (2011).
У 1975-1998 роках село належало до Пйотрковського воєводства.

## Демографія
Демографічна структура станом на 31 березня 2011 року:
|          | Загалом | Допрацездатний вік | Працездатний вік | Постпрацездатний вік |
| -------- | ------- | ------------------ | ---------------- | -------------------- |
| Чоловіки | 129     | 34                 | 74               | 21                   |
| Жінки    | 129     | 22                 | 70               | 37                   |
| Разом    | 258     | 56                 | 144              | 58                   |